# بور هاريسون
بور هاريسون (بالإنجليزية: Burr Harrison)‏ هو محامي وقاضي وسياسي أمريكي، ولد في 2 يوليو 1904 بوينشستر في الولايات المتحدة، وتوفي بنفس المكان في 29 ديسمبر 1973. حزبياً، نشط في الحزب الديمقراطي.

## مناصب
- انتخب قاضي (1942 – 1946).
- انتخب مدعٍ عام لمقاطعة [الإنجليزية]‏ (1932 – 1940).
- انتخب عضو مجلس نواب الولايات المتحدة عن ولاية فرجينيا.
- انتخب عضو مجلس ولاية فرجينيا (1940 – 1942).
- انتخب عضو مجلس النواب الأمريكي.